# Jean VI de Naples
Jean VI de Naples (mort vers  1120/1123) fut duc de Naples corégent vers 1090 seul duc vers 1107 à sa mort.

## Biographie
Jean VI est le fils et successeur de Serge VI. Son règne reste très obscur du fait du manque de sources documentaires. Il succède à son père à qui il a été associé et poursuit sa politique d'alliance avec l'Empire byzantin pour faire face aux  attaques des Normands, et il reçoit lui aussi le titre de protosebastos. Il épouse  Eva (ou Anne), fille de Godefroi Ridelle qui lui donne au moins un fils son successeur, le dernier duc de Naples, Serge VII.

## Sources
- (en) Cet article est partiellement ou en totalité issu de l’article de Wikipédia en anglais intitulé « John VI of Naples » (voir la liste des auteurs).